# Uzunköprü
Uzunköprü è un comune turco della provincia di Edirne, nella regione di Marmara. È il capoluogo del distretto omonimo e con i suoi 39.753 abitanti è il secondo centro più popoloso della provincia.

## Geografia
Uzunköprü è situata sulla sponda sinistra del fiume Ergene, nella regione storica della Tracia orientale. È situata a 64 km a sud del capoluogo provinciale Edirne ed a 255 km ad ovest di Istanbul.

## Monumenti e luoghi d'interesse
- Ponte di Uzunköprü, simbolo della città, fu costruito tra il 1427 ed il 1443 dall'architetto Muslihiddin su richiesta del sultano Murad II. La sua realizzazione doveva facilitare il passaggio attraverso il vasto e paludoso letto del fiume Ergene delle truppe ottomane dirette nei Balcani. Lungo 1.392 metri e dotato di 172 archi è stato, sino alla costruzione del Ponte sul Bosforo nel 1973, il ponte più lungo dell'Impero ottomano prima e della Turchia poi. Al giorno d'oggi è ancora il più lungo ponte in pietra della Turchia.
- Moschea di Murad II, costruita nella prima metà del XV secolo per volontà del sultano Murad II, faceva parte di una più grande külliye andata distrutta.
- Chiesa di San Giovanni Battista, costruita dalla comunità greca nel 1875, è stata restaurata tra il 2011 ed il 2013 ed oggi è il Centro Culturale ed Artistico della città.

## Cultura

### Istruzione

#### Musei
- Museo della Città di Uzunköprü

## Infrastrutture e trasporti

### Strade
Uzunköprü è attraversata dalla strada statale D550 che la unisce ad Edirne ed a Keşan.

## Ferrovie
Uzunköprü dispone di una stazione lungo la ferrovia Istanbul-Pythio. La fermata è l'ultimo scalo sul suolo turco prima dell'ingresso della linea in Grecia.